# 石狩快車
石狩快車（日语： Ishikarirainā */?）號列車是由北海道旅客鐵道（JR北海道）營運的區間快速（Semi Rapid）列車。途經函館本線。

## 運行概況

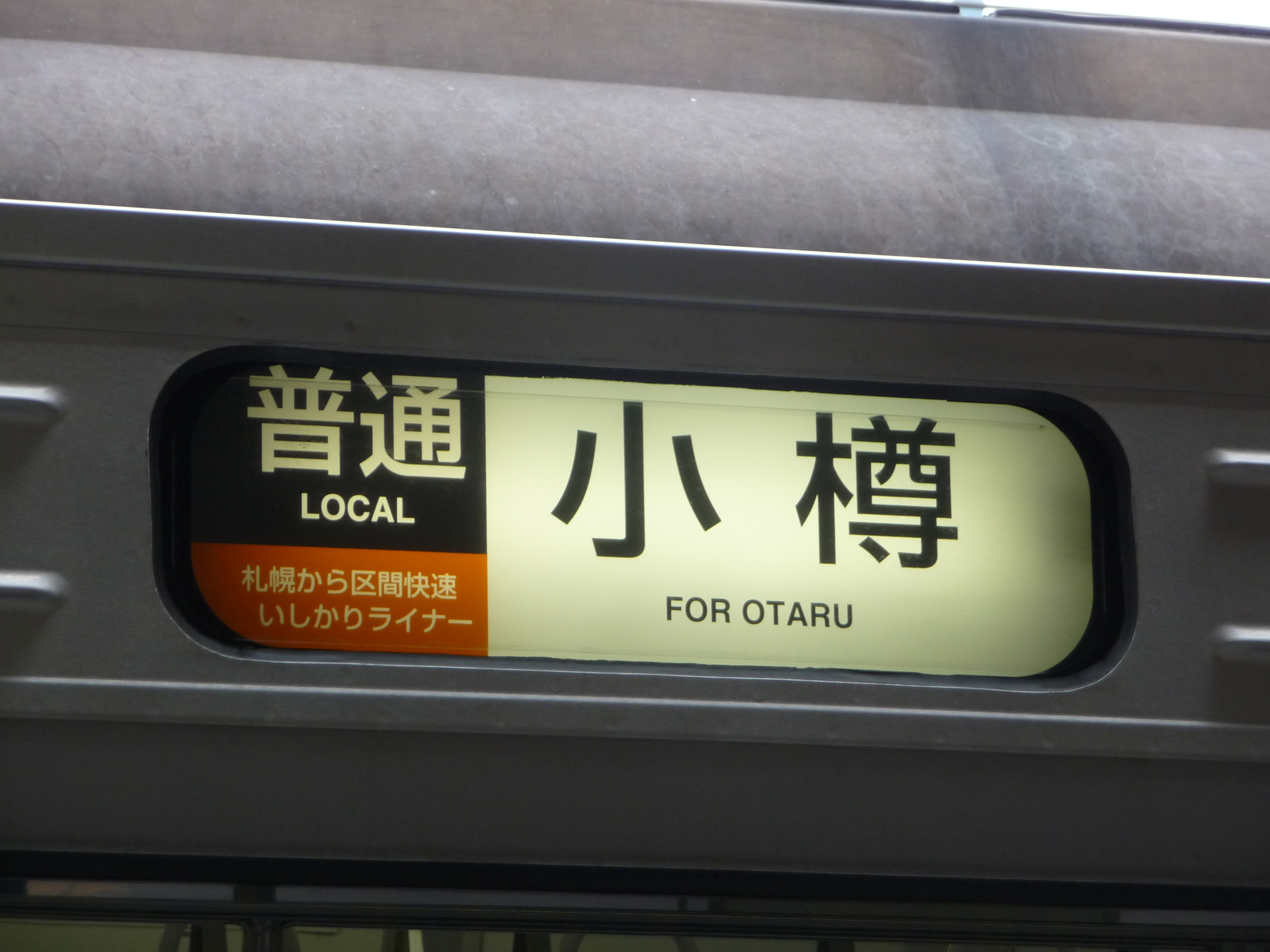
在方向幕中，會顯示
「區間快速 / 札幌起為普通」
「普通 / 札幌起為區間快速」
「區間快速 / 手稻起為普通」
三款。普通部分為黑色底，區間快速部分為橙色底。

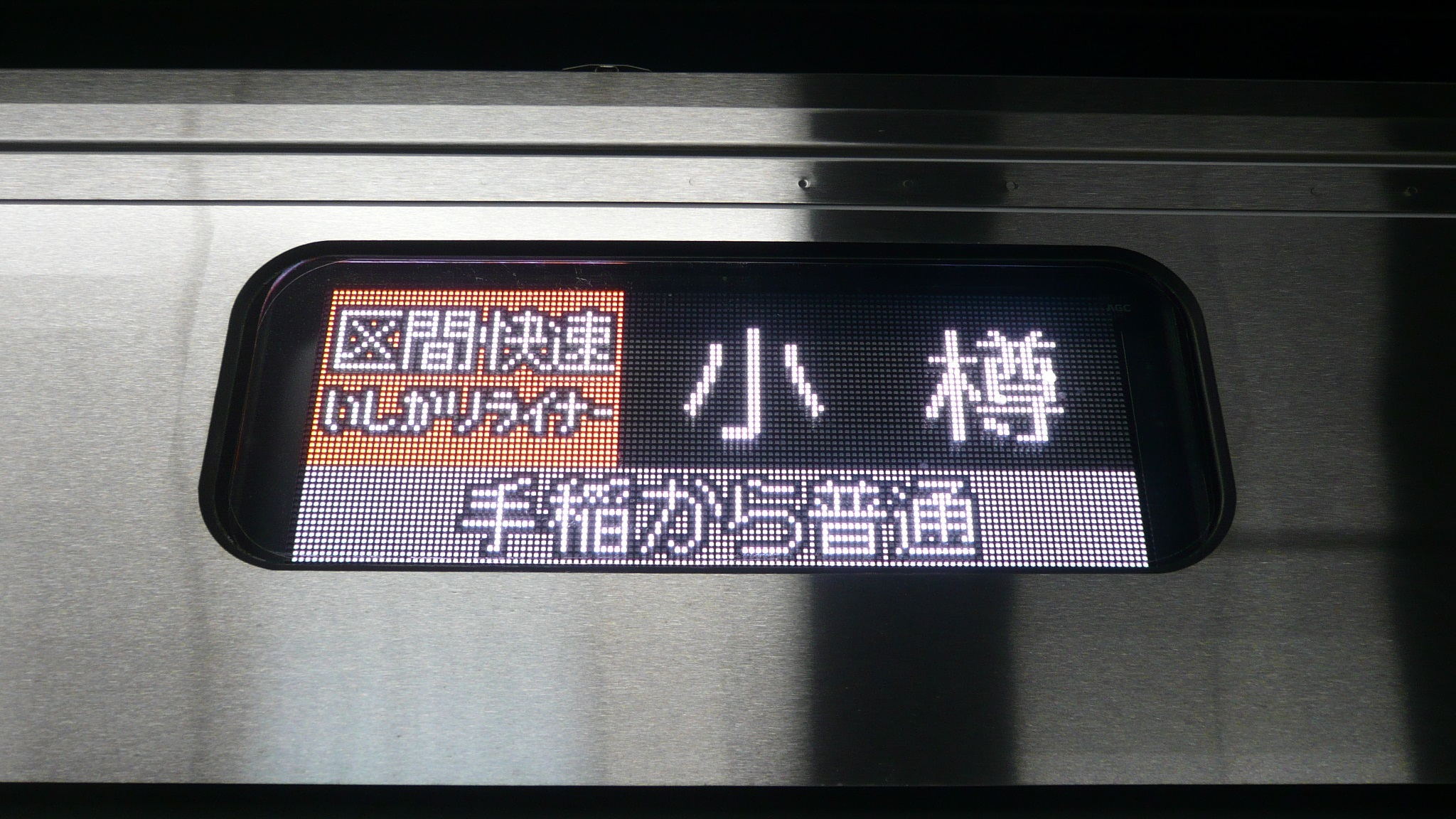
車身路線牌
（B-116編成，全彩LED）

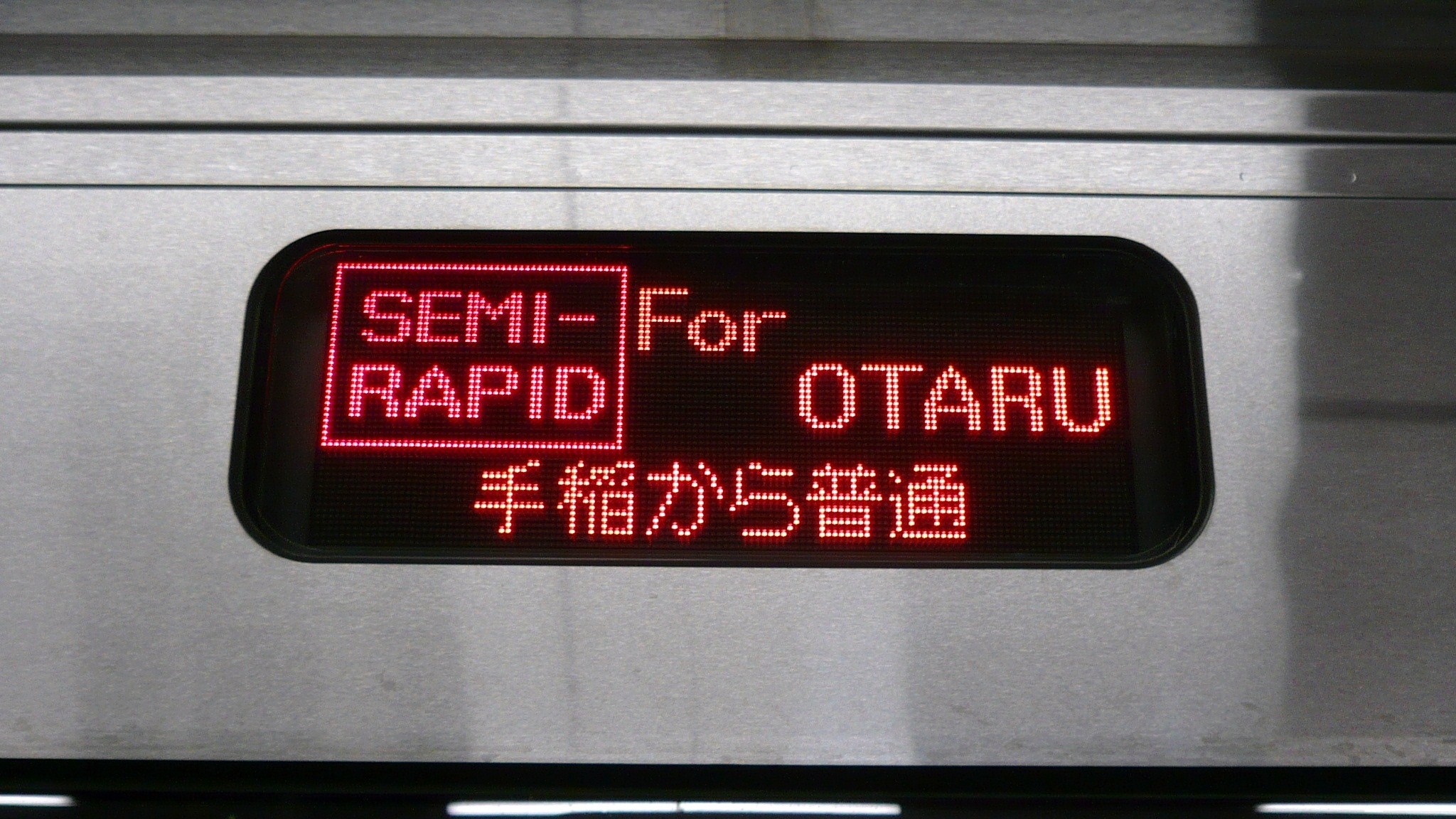
車身路線牌（3色LED）
當中在「○○起為普通」字樣只會以日文標示。

區間快速「石狩快車」與快速「機場」共同提供札幌圈內的快速列車服務。在小樽站至札幌站之間的日間時段，快速「機場」和區間快速「石狩快車」各自每小時設有2班。

### 運行區間
區間快速「石狩快車」的快速區間設有兩款。一款為手稻站至札幌站之間，另一款為札幌站至江別站之間。在快速區間以外會變為普通列車（各站停車）。
1. 快速區間為手稻站至札幌站之間的列車。於札幌近郊路線圖上的記號為■「C」[1]。
  - 快速區間的停車站：手稻站 - 琴似站 - 札幌站
  - 整個列車行走區間：小樽站 - 札幌站、江別站、岩見澤站之間（截至2012年10月27日）
  - 列車編號：3400番台+M（電動列車）或D（柴油列車）。上行：3420M - 3460M、下行：3421M - 3457M｡
2. 快速區間為札幌站至江別站之間的列車。於札幌近郊路線圖上的記號為■「D」[1]。
  - 快速區間的停車站：札幌站 - 白石站 - 大麻站 - 野幌站 - 江別站
  - 整個列車行走區間：小樽站、星觀站、手稻站、札幌站 - 江別站、岩見澤站之間（截至2012年10月27日）
  - 列車編號：3100/3200番台+M（電動列車）或D（柴油列車）。上行：120M+3000+列車編號，下行：121M+3000+列車編號。

曾經大部分形次的快速區間為手稻站至札幌站至江別站之間，在2007年（平成19年）10月1日時間表修正後便廢除。在2007年（平成19年）10月1日時間表修正前，部分班次的停站款式與上述兩款相同。
在部分時段中，設有一些列車於整個區間都是快速區間（例如從札幌站出發前往江別），但是該列車也區別為區間快速。
在2000年（平成12年）3月起的一個短期間內，曾經設有班次，在新千歲機場站至札幌站之間為快速「機場」，札幌站起變為快速「石狩快車」，在札幌站至手稻站之間快速運輸，在手稻站至小樽站之間各站停車。
在2007年（平成19年）10月1日時間表修正前，曾經設有班次行走於小樽站至千歲站之間，當中手稻站至札幌站之間快速運輸。列車到達札幌站後改變列車編號，隨後直通至千歲線。

### 使用車輛

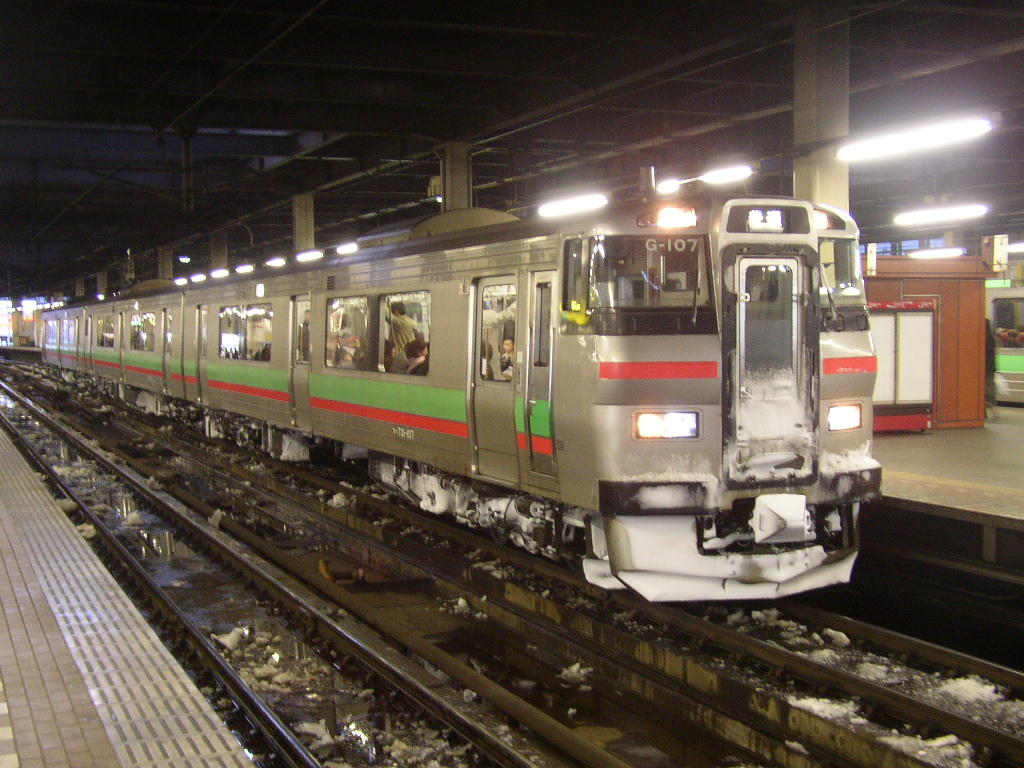
731系電動列車

「石狩快車」使用札幌運輸所所屬的721系、731系、733系或735系電動列車，又或者苗穗運輸所所屬的KiHa201系柴油列車。以3卡或6卡編成行走。當中，721系、731系、733系、735系會混結行走。曾經也有731系電動列車連結KiHa201系柴油列車，以6卡編成行走。

#### 過去使用車輛
在2015年（平成27年）3月14日前，「石狩快車」曾使用札幌運輸所所屬的711系電動列車（截至2012年3月17日修正）。當時只行走3258M列車（岩見澤從19:36出發→到達小樽時間為21:13，江別站至札幌站之間快速運輸），以2抽列車結併6卡編成行走。

## 歷史
- 1972年（昭和47年）至1978年（昭和53年）之間，開設了行走於札幌站至岩見澤站之間的快速列車，使用711系電動列車或柴油列車。當時的快速列車停車站包括白石站、厚別站、大麻站、野幌站和江別站。而白石站和厚別站是特別快速的通過站。快速列車和特別快速列車於1978年10月起變回普通列車。
- 1988年（昭和63年）11月3日：開設快速「石狩快車」。使用711系、721系電動列車。
  - 當時的快速區間為札幌站至江別站之間。在2000年3月11日修正前設有江別站到發的班次，其餘班次於岩見澤站、瀧川站或旭川站到發。
  - 在這些列車中，若直通至手稻、小樽方向的話，札幌站以西區間為各站停車。
- 1996年（平成8年）12月24日：開始使用731系電動列車。
- 1997年（平成9年）3月22日：開始使用KiHa201系柴油列車。
- 1998年（平成10年）12月8日：當日起，「石狩快車」列車的車頭不再掛上頭牌。
- 2000年（平成12年）3月11日：「石狩快車」的快速區間擴大至手稻站至江別站之間，部分「海洋快車」班次編入「石狩快車」。
- 2001年（平成13年）7月1日：列車類別從快速變為區間快速（停車站等其他安排不變）[2]。
- 2007年（平成19年）10月1日：實施時間表修正，快速區間為手稻站至江別站之間的列車班次廢除。自此，快速區間分為手稻站至札幌站之間或札幌站至江別站之間。快速區間為札幌站至江別站之間的列車加停白石站[3]。
- 2009年（平成21年）10月1日：於晚上6、7時時段，從札幌出發前往江別的「石狩快車」被減班（降級為普通列車）[4]。
- 2010年（平成22年）12月4日：實施時間表修正，從札幌站於下午5時時段以後，快速區間分為札幌站至江別站之間的所有「石狩快車」列車均降級為普通列車（實際上是減班）[5]。自此，於修正前設有1班下行列車於瀧川站到發，在修正後被消滅。
- 2012年（平成24年）
  - 5月1日：開始使用735系電動列車[6]。
  - 6月1日：開始使用733系電動列車（0番台，3卡編成）[7][8]。
  - 10月27日：實施時間表修正。使用KiHa201系柴油列車，快速區間為札幌站至江別站之間的快速列車由原來的1個往返班次增加至3個往返班次，而該柴油列車也開始行走快速區間為手稻站至札幌站之間的班次。列車編號也有所更改[9][10]。
- 2014年（平成26年）7月19日：開始使用733系電動列車（3000番台，6卡編成）[11][12]。
- 2015年（平成27年）3月14日：實施時間表修正。不再使用711系電動列車[13][14]。
- 2020年（令和2年）3月14日：由於通過站的客量增加，使所有「石狩快車」降級為普通列車[15][16]。「石狩快車」被廢除。

## 注腳
1. 1 2   (PDF). 北海道旅客鐵道.   [2018-06-19] （日语）.[]
2. ↑   (新闻稿). 北海道旅客鐵道. 2001-04-25  [2014-07-05]. （原始内容存档于2014-12-14） （日语）.
3. ↑   (PDF) (新闻稿). 北海道旅客鐵道. 2007-07-11  [2014-07-05]. （原始内容存档 (PDF)于2007-09-27） （日语）.
4. ↑   (PDF) (新闻稿). 北海道旅客鐵道. 2009-07-08  [2014-07-05]. （原始内容存档 (PDF)于2013-12-02） （日语）.
5. ↑   (PDF) (新闻稿). 北海道旅客鉄道. 2010-09-24  [2014-06-19]. （原始内容存档 (PDF)于2010-10-11） （日语）.
6. ↑  . 鐵道迷（railf.jp 鐵道新聞） (交友社). 2012-05-01  [2015-02-22]. （原始内容存档于2023-03-07） （日语）.
7. ↑   (PDF) (新闻稿). 北海道旅客鐵道. 2012-03-14  [2014-07-05]. （原始内容存档 (PDF)于2012-09-25） （日语）.
8. ↑  . 北海道旅客鐵道.   [2015-02-22]. （原始内容存档于2012-05-25） （日语）.
9. ↑   (PDF) (新闻稿). 北海道旅客鐵道. 2012-08-03  [2014-07-05]. （原始内容存档 (PDF)于2012-09-25） （日语）.
10. ↑  . 北海道旅客鐵道.   [2015-02-22]. （原始内容存档于2012-10-12） （日语）.
11. ↑   (PDF) (新闻稿). 北海道旅客鐵道. 2014-05-14  [2014-07-05]. （原始内容存档 (PDF)于2014-05-14） （日语）.
12. ↑  . 北海道新聞（どうしんウェブ） (北海道新聞社). 2014-07-20  [2015-02-05]. （原始内容存档于2014-07-28） （日语）.
13. ↑   (PDF) (新闻稿). 北海道旅客鉄道. 2014-12-19  [2014-12-19]. （原始内容存档 (PDF)于2014-12-19） （日语）.
14. ↑   (PDF) (新闻稿). 北海道旅客鐵道. 2015-02-13  [2015-02-13]. （原始内容存档 (PDF)于2024-02-24） （日语）.
15. ↑   (PDF) (新闻稿). 北海道旅客鐵道. 2019-12-13  [2019-12-13]. （原始内容 (PDF)存档于2019-12-13） （日语）.
16. ↑  . 北海道新聞. 2019-12-05  [2019-12-07]. （原始内容存档于2020-12-12） （日语）.